# ارنو دي غريف
ارنو دي غريف قالب:Lang-mul هو لاعب كرة قدم بلجيكي في مركز الدفاع، ولد في 12 أبريل 1992 في جيتي في بلجيكا. شارك مع منتخب بلجيكا تحت 21 سنة لكرة القدم. أما مع النوادي، فقد لعب مع رويال أندرلخت ونادي دوردريخت ونادي فيسترلو.

## وصلات خارجية
- ارنو دي غريف على موقع الاتحاد البلجيكي (الإنجليزية)
- ارنو دي غريف على موقع قاعدة بيانات كرة القدم.إي يو (الإنجليزية)
- ارنو دي غريف على موقع Soccerway.com (الإنجليزية)